# 裸体淑女乐队
裸体淑女乐队（英語：Barenaked Ladies，缩写为BNL或BnL）是一个加拿大摇滚乐队，1988年结成，成员包括Jim Creeggan，Kevin Hearn，Ed Robertson，Tyler Stewart，最为人熟知的是演唱了美剧《生活大爆炸》的主题曲。